# 小泉深雪
小泉 深雪（こいずみ みゆき、1979年1月28日 - ）は、日本のファッションモデル。館岡事務所所属。

## 来歴
新潟県出身。日本人離れした9頭身のプロポーション、お嬢様風の端正な容姿で人気となる。雑誌や広告など国内のコレクションのほか、2006年には生方ななえや冨永愛らとパリ・コレクションにも出演した。
2009年4月10日から2010年3月26日まで、TBS系列のトーク番組『A-Studio』で初代アシスタントを務めた。
2011年7月下旬に俳優の濱田岳と結婚し、2012年1月下旬に第1子となる女児を出産した。

## 出演

### ショー

#### パリ
- Christian Dior
- John Galliano
- ISSEY MIYAKE

#### 東京
- CHANEL
- GUCCI
- FENDI
- ARMANI
- CELINE
- GIVENCHY
- Max Mara
- GIANNI VERSACE
- SONIA RYKIEL
- Jean Paul Gaultier
- VIVIENNE WESTWOOD他

### CM・広告
- 資生堂 FACE
- BIGI HALFMOON
- ダイハツ MOVE
- 花王 ラビナス
- 花王 ソフィーナ ボーテ
- エビアン
- KRIZA
- 資生堂 アネッサ（2000年）
- コカコーラ・ボトラーズ ダイエット・コーク
- POLA B.A、ホワイティシモ
- アサヒビール アサヒスーパードライ『THE SUPER DRY FILMS』（2005年）
- 三井不動産 三井アウトレットパーク（2008年4月）
- 日本ケロッグ スペシャルK 「マイナスの選択」篇（2009年4月）

### 雑誌

#### 日本以外
- VOGUE（台湾）
- Madame Figaro（フランス語版、英語版）（フランス）
- WALL PAPER（イギリス）
- GLUE MAGAZINE（アメリカ）
- MAXIM（アメリカ）

#### 日本
- ELLE
- 流行通信
- DUNE
- CREA
- LUCI
- Grazia
- weet
- an・an
- FRaU
- MISS
- with
- MORE
- non-no
- Oggi
- STYLE

### テレビ
- A-Studio（2009年4月-2010年3月、TBS） - アシスタント
- オールスター感謝祭10春超豪華!クイズ決定版（2010年4月3日、TBS）
- 新参者（2010年4月-、第1・2・5・9・最終話TBS） - 菅原美咲 役
- ネオ・ウルトラQ 第3話（2013年1月26日、WOWOW） - 美樹 役
- オトナヘノベル（2015年9月3日、NHK教育テレビ（NHK Eテレ）） - プラザーブドフラワー・造花の先生 沙織 役

### 舞台
- オーデュボンの祈り（2011年9月30日 - 10月12日、世田谷パブリックシアター） - 希世子・佳代子 役

### CD
- GLORIA（マキシシングル・RWCL25002・1999年） - μ名義。荒木真樹彦、近田春夫と共作。